# Arivaca albicostella
Arivaca albicostella är en fjärilsart som beskrevs av Grossbeck 1917. Arivaca albicostella ingår i släktet Arivaca och familjen mott. Inga underarter finns listade i Catalogue of Life.